# William Berry (Fußballspieler)
William Hall Berry (* 20. August 1867 in Calton; † 5. Februar 1919 in Hillhead) war ein schottischer Fußballspieler.

## Karriere
William Hall Berry wurde am 20. August 1867 im Glasgower Stadtteil Calton geboren. 
Der als rechter Innenstürmer spielende Berry war als Jugendlicher beim lokalen Team FC Rawcliffe aktiv, bevor er zum FC Queen’s Park kam. Während seiner späteren Karriere blieb er bei dem Verein aus Glasgow. Er gewann 1890 mit der Mannschaft das schottische Pokalfinale gegen den FC Vale of Leven. 
Am 17. März 1888 gab Berry sein Debüt für die schottische Nationalmannschaft gegen England. Trotz einer 0:5-Heimniederlage, spielte er in den nächsten drei Jahren drei weitere Male gegen den Rivalen in Länderspielen. 
Er starb im Februar 1919 in Hillhead, Glasgow. Er war der ältere Bruder des schottischen Fußballnationalspielers Davidson Berry.